# Pavla Vrabcová
Pavla Vrabcová (* 11. srpna 1988 Česká Rybná) je česká vysokoškolská pedagožka a bývalá proděkanka pro vědu a výzkum na Ekonomické fakultě Technické univerzity v Liberci.

## Život
V roce 1999 nastoupila na gymnázium v Žamberku, kde v roce 2007 odmaturovala. Bakalářský titul (Bc.) získala v roce 2010 v oboru Management podniku na Univerzitě Pardubice. Magisterský titul Ing. a titul Ph.D. získala v oboru Pojišťovnictví na Ekonomické fakultě Technické univerzitě v Liberci. Docentkou byla jmenována v roce 2022.

### Akademická kariéra
Na Ekonomické fakultě Technické univerzitě v Liberci úspěšně absolvovala doktorské studium. Mimo jiné dokončila Kurz vysokoškolské pedagogiky a složila státní závěrečnou zkoušku v rámci celoživotního vzdělávání.
Pracovala jako vědecký pracovník na Fakultě lesnické a dřevařské České zemědělské univerzity v Praze. Zároveň od roku 2015 působí jako docentka na katedře managementu Vysoké školy ekonomie a managementu.
Její habilitační řízení bylo zahájeno 17. září 2021 na Ekonomické fakultě Technické univerzity v Liberci. Habilitační práce nese název „Udržitelné podnikání v praxi: dobrovolné nástroje (nejen) zemědělských a lesnických podniků“. Docentkou byla jmenována ve vědním oboru Podniková ekonomika a management s účinností od 1. července 2022.
V roce 2023 se stala proděkankou pro vědu a výzkum na Ekonomické fakultě Technické univerzity v Liberci.
V akademické dráze se věnuje problematice bioekonomiky v kontextu udržitelného rozvoje, dobrovolným nástrojům systémů řízení pro udržitelné podnikání především v odvětví zemědělství a lesnictví se zaměřením na společenskou odpovědnost, environmentální manažerský systém a management kvality či bezpečnost a ochranu zdraví při práci. Skromný výčet publikací, které sepsala nebo na kterých spolupracovala, jsou k nalezení na profilu Technické univerzity v Liberci.
V roce 2024 se stala členkou odborného panelu Energetická transformace a udržitelná budoucnost k přípravě nových Národních priorit orientovaného výzkumu, které vychází ze strategických výzev společenského a hospodářského charakteru a stanovují omezený počet dlouhodobých strategických oblastí výzkumu pro řešení současných nebo očekávaných společenských potřeb nebo pro využití současných nebo očekávaných příležitostí.

### Další aktivity
Je členkou poradních orgánů tuzemských organizací – odborná sekce Rady kvality ČR Společenská odpovědnost a udržitelný rozvoj (poradní orgán Ministerstva průmyslu a obchodu), Odbor ekonomiky, řízení, sociologie a informatiky České akademie zemědělských věd včetně Komise managementu a strategického rozvoje lidských zdrojů v zemědělství, Odbor agrárních dějin České akademie zemědělských věd (poradní orgány Ministerstva zemědělství). Dále je členkou Slovenské akadémie pôdohospodárskych vied, Odbor ekonomiky a manažmentu (poradní orgán Ministerstva pôdohospodárstva a rozvoja vidieka SR), České podnikatelské rady pro udržitelný rozvoj CBCSD (a jejích pracovních skupin Dekarbonizace, Udržitelné financování a ESG či Oběhové hospodářství), Platformy zainteresovaných stran CSR, Finanční akademie Zlaté koruny, tajemnicí a zakládající členkou Platformy pro bioekonomiku České republiky a členkou řady redakčních rad odborných časopisů či programových/organizačních výborů vědeckých konferencí.
Doposud publikovala více než 4 desítky odborných článků ve světově uznávaných databázích Web of Knowledge, Scopus a mnoha dalších týkající se managementu nejen zemědělských a lesnických podniků či multidisciplinárního oboru bioekonomiky s tuzemskými i zahraničními ohlasy. Účastnila se minimálně 100 odborných konferencí či seminářů a je řešitelkou vědecko-výzkumných projektů (Národní agentura pro zemědělský výzkum, Technologická agentura, smluvní výzkum v rámci výzev Pražský voucher, interní projekty) a u vybraných agentur působí taktéž jako hodnotitelka.

### Knižní publikace
- Vrabcová, P., Urbancová, H., Smolová, H., Čechura, L., & Hájek, M. (2024). Zemědělská a lesní bioekonomika: globální trend udržitelnosti. Praha: Leges, 238 s. ISBN 978-80-7502-684-2.
- Zizienová, M., Vrabcová, P., Koprnický, J., & Běhálek L. (2023). Metodika citování. Liberec: Technická univerzita v Liberci, 74 s. ISBN 978-80-7494-650-9
- Vrabcová, P., & Urbancová, H. (2023). Setting a Sustainable Human Resource Strategy in the Context of Sustainable Business and Marketing Principles. In  Gigauri, I., Palazzo, M., & Ferri, M., Handbook of Research on Achieving Sustainable Development Goals With Sustainable Marketing (s. 92–111). IGI Global. ISBN 9781668486818. DOI: 10.4018/978-1-6684-8681-8.ch005
- Urbancová, H., & Vrabcová, P. (2023). Strategický management lidských zdrojů: moderní trendy v HR. Praha: Grada Publishing, a. s., 296 s. ISBN 978-80-271-3675-9
- Vrabcová, P. (2021). Udržitelné podnikání: dobrovolné nástroje (nejen) zemědělských a lesnických podniků. Praha: Grada Publishing a. s., 192 s. ISBN 978-80-271-3303-1
- Mužáková, K., & Kubová, P. (2014). Solvency II Regime and the Financial Health of Insurance Companies. Saarbrücken, Germany: LAP LAMBERT Academic Publishing GmbH & Co. KG, 160 s. ISBN 978-3-659-54069-1

### Skripta
- Vrabcová, P. (2024). Finanční a pojistná matematika. Praha: Vysoká škola ekonomie a managementu, 222 s. ISBN 978-80-88502-70-8.
- Vrabcová, P. (2024). Zpracování dat. Praha: Vysoká škola ekonomie a managementu, 232 s. ISBN 978-80-88502-56-2.
- Vrabcová, P. (2023). Management udržitelnosti. Praha: Vysoká škola ekonomie a managementu, 144 s. ISBN 978-80-88502-06-7.
- Hejduková, P., Kopp, J., Hájek, M., & Vrabcová, P. (2022). Ekonomie a management životního prostředí. Plzeň: Západočeská univerzita v Plzni, 171 s. ISBN 978-80-261-1123-8
- Vrabcová, P., & Šatanová, A. (2021). Management kvality ve dřevozpracujícím průmyslu / Quality Management in the Woodworking Industry. Praha: Česká zemědělská univerzita v Praze, 320 s. ISBN 978-80-213-2939-3
- Hájek, M., & Vrabcová, P. (2021). Forestry Economics. Praha: Česká zemědělská univerzita v Praze, 136 s. ISBN 978-80-213-3099-3
- Kubová, P. (2018). Metody zpracování dat v ekonomické praxi. Praha: Vysoká škola ekonomie a managementu, 239 s. ISBN 978-80-87839-95-9
- Hájek, M., Kubová, P. et al. (2018). Lesnická bioekonomika. Praha: Česká zemědělská univerzita v Praze, 252 s. ISBN 978-80-213-2838-9
- Blažek, L., & Vrabcová, P. (2018). Finanční gramotnost. Praha: Vysoká škola ekonomie a managementu, 228 s. ISBN 978-80-87839-99-7
- Kubová, P. (2017). Finanční a pojistná matematika. Praha: Vysoká škola ekonomie a managementu, 219 s. ISBN 978-80-87839-85-0

### Původní vědecké články v impaktovaných časopisech
- Vrabcová, P., Scholz, P., Linderová, I., & Kotoučková, H. (2024). Eco-friendly Hotels and Guesthouses as a New Opportunity for Resilience and Sustainability: Evidence from the Czech Republic, PLoS ONE, 19(4), e0301936. https://doi.org/10.1371/journal.pone.0301936.
- Urbancová, H., Vrabcová, P., & Pacáková, Z. (2024). Communication from below: feedback from employees as a tool for their stabilisation, Heliyon, 10(7), e28287. DOI: 10.1016/j.heliyon.2024.e28287.
- Khahan, N., Vrabcová, P., Prompong, T., & Nattapong, T. (2024). Moderating Effects of Resilience on the Relationship between Self-leadership and Innovative Work Behavior, Sustainable Futures, 7, 100148, DOI: 10.1016/j.sftr.2023.100148.
- Hitka, M., Lorincová, S., Ližbetinová, L., Vrabcová, P., Urbancová, H., & Lipoldová, M. (2023). The Effect of the Covid-19 Crisis on Employee Motivation in the Enterprises in Forest-based Sector in Slovakia, Acta Facultatis Xylologiae Zvolen, 65(1), 135–146. DOI: 10.17423/afx.2023.65.1.12.
- Urbancová, H., Vrabcová, P., Pacáková, Z., & Janků, Š. (2023). Top-down Internal Communication and Its Importance for the Sustainability of Agricultural Organizations from the Perspective of Tomas Bata´s Management Philosophy, PLOS One, 18(9), e0291087. DOI: 10.1371/journal.pone.0291087
- Prokop, V., Gerstlberger, W., Vrabcová, P., Zapletal, D., & Sein, Y., Y. (2023). Does being stricter mean doing better? Different effects of environmental policy stringency on quality of life, green innovation, and international cooperation, Heliyon, 9(5), e16388. DOI: 10.1016/j.heliyon.2023.e16388
- Urbancová, H., & Vrabcová, P. (2023). Sustainability-oriented Innovation: Crucial Sources to Achieve Competitiveness. Ekonomický časopis, 71(1), 46–64. DOI: 10.31577/ekoncas.2023.01.03
- Scholz, P., Vrabcová, P., Linderová, I., & Kotoučková, H. (2023). Integrated Application of Selected Elements of Sustainability, Circular Economy, Bioeconomy, and Environmental Management System in Guesthouses. BioResources, 18(2), 2726–2745. DOI: 10.15376/biores.18.2.2726-2745
- Vrabcová, P., & Urbancová, H. (2023). Sustainable Innovation in Agriculture: Building Competitiveness and Business Sustainability. Agricultural Economics, 69(1), 1–12. DOI: 10.17221/321/2022-AGRICECON
- Vrabcová, P., Urbancová, H., & Hudáková, M. (2022). Strategic Trends of Organizations in the Context of New Perspectives of Sustainable Competitiveness. Journal of Competitiveness, 14(2), 174–193. DOI: 10.7441/joc.2022.02.10
- Vrabcová, P., & Urbancová, H. (2022). Holistic Human Resource Management as a Tool for the Intergenerational Cooperation and Sustainable Business. Agricultural Economics, 68(4), 117–126. DOI: 10.17221/399/2021-AGRICECON
- Urbancová, H., & Vrabcová, P. (2022). Activities of the Human Resources Department Influenced by the Organizational Culture. Ekonomický časopis, 70(1), 76–93. DOI: 10.31577/ekoncas.2022.01.05
- Vrabcová, P., Urbancová, H., & Petříček, M. (2022). Knowledge and its Transfer – Key Prerequisite for Long-Term Competitive Advantage and Sustainable Business. Knowledge Management Research & Practice, 1–11. DOI: 10.1080/14778238.2021.2015262
- Vrabcová, P., & Urbancová, H. (2021). Implementation of Voluntary Instruments by Czech Enterprises to Meet Sustainability and Competitive Growth. Journal of Competitiveness, 13(3), 165–184. DOI: 10.7441/joc.2021.03.10
- Vrabcová, P., & Urbancová, H. (2021). Approaches of Selected Organizations in the Czech Republic to Promoting the Concept of Sustainable Development and Corporate Social Responsibility. Agricultural Economics, 67(7), 255–265. DOI: 10.17221/8/2021-AGRICECON
- Vrabcová, P., & Urbancová, H. (2021). Use of Human Resources Information System in Agricultural Enterprises in the Czech Republic. Agricultural Economics, 67(5), 173–180. DOI: 10.17221/452/2020-AGRICECON
- Urbancová, H., & Vrabcová, P. (2021). Implementing Selected Strategic Documents Focused on Increasing Efficiency and Competitiveness of Agricultural Enterprises in the Czech Republic. Agricultural Economics, 67(4), 144–151. DOI: 10.17221/381/2020-AGRICECON
- Urbancová, H., Vrabcová, P., Hudáková, M., & Ježková Petrů, G. (2021). Effective Training Evaluation: The Role of Factors Influencing the Evaluation of Effectiveness of Employee Training and Development. Sustainability, 13(5), 2721. DOI: 10.3390/su13052721
- Vrabcová, P., & Hájek, M. (2020). The Economic Value of the Ecosystem Services of Beekeeping in the Czech Republic. Sustainability, 12(23), 10179. DOI: 10.3390/su122310179
- Urbancová, H., & Vrabcová, P. (2020). Age Management as a Human Resources Management Strategy with a Focus on the Primary Sector of the Czech Republic. Agricultural Economics, 66(6), 251–259. DOI: 10.17221/11/2020-agricecon
- Hájek, M., & Vrabcová, P. (2020).  Consideration of Forest Ecosystem Services in Environmental Management Accounting. Wood Research, 65(1). DOI: 10.37763/wr.1336-4561/65.1.135148
- Sedlecký, M., Kvietková, M. S., Kubš, J., & Kubová, P. (2019). The Effect of Milling Parameters and Thermal Modification on Power Input During the Milling of Thermally Modified Spruce and Oak Wood. Bioresources, 14(1), 669–687. DOI: 10.15376/biores.14.1.669-687
- Kubová, P., Hájek, M., & Třebický, V. (2018). Carbon Footprint Measurement and Management: Case Study of the School Forest Enterprise. BioResources, 13(2), 4521–4535. DOI: 10.15376/biores.13.2.4521-4535

### Původní vědecké články v recenzovaných časopisech bez IF uvedené v databázi SCOPUS nebo WOS
- Rončák, M., Scholz, P., Linderová, I., Másilka, D., Hobza, V., & Vrabcová, P. (2023). Positive Impacts of the COVID-19 Pandemic on Czech Hospitality Industry, e-Review of Tourism Research, 20(1), 176–201
- Vrabcová, P., Urbanová, H., Rokosová, G., & Holečková, L. (2022). An Individual Approach to Employees as a Key to the Success and Sustainability of an Organization: Quality and Functional Age Strategy, TEM Journal, 11(4), 1952–1957. DOI: 10.18421/TEM114-64
- Urbancová, H., Vrabcová, P., Coufal, H., & Tobíšek, J. (2022). Key Competencies Increasing Chance for Employment of Students Case Study – Case Study. International Journal of Education Economics and Development, 13(3), 241–259. DOI: 10.1504/IJEED.2022.10042020
- Podaras, A., Nejedlová, D. & Vrabcová, P. (2021). Multi-Hazard Risk Assessment Policies in the Agrarian Sector Using Business Continuity Data. TEM Journal, 10(2), 627–638. DOI: 10.18421/TEM102‐18
- Vrabcová, P., Urbancová, H., Řehoř, M., Kadeřábková, D. (2021). Bioeconomy in the Development Context of the Sustainability Global Concept. Waste forum, 3, 153–165
- Urbancová, H., & Vrabcová, P. (2020). Factors Influencing the Setting of Educational Processes in the Context of Age Management and CSR. Economics & Sociology, 13(3), 218–229. DOI: 10.14254/2071-789X.2020/13-3/13
- Rozenský, L., Vrabcová, P., Hájek, M., Veselá, T., & Hukal, P. (2019). Searching for Correlations Between CO2 Emissions and Selected Economic Parameters. Statistika: Statistics and Economy Journal, 99(2)
- Vrabcová, P., Nikodemus, A., & Hájek, M. (2019). Utilization of Forest Resources and Socio‑Economic Development in Uukolonkadhi Community Forest of Namibia. Acta Universitatis Agriculturae et Silviculturae Mendelianae Brunensis, 67(1), 197–206. DOI: 10.11118/actaun201967010197
- Kubová, P., Smolová, H., & Urbancová, H. (2018). Adherence to Healthy Lifestyle Principles Among College Students: A Case Study. Acta Universitatis Agriculturae et Silviculturae Mendelianae Brunensis, 66(2), 521–530. DOI: 10.11118/actaun201866020521
- Smolová, H., Kubová, P., & Urbancová, H. (2018). Success Factors for Start-ups Related to Agriculture, Food and Nutrition and Their Relevance to Education. Acta Universitatis Agriculturae et Silviculturae Mendelianae Brunensis, 66(3), 791–801. DOI: 10.11118/actaun201866030791
- Chiteculo, V., Hájek, M., & Kubová, P. (2018). Production and Commercialization of Timber in Angola after the Declaration of Independence. Scientia agriculturae bohemica, 49(1), 38–45. DOI: 10.2478/sab-2018-0007
- Štěpánková, M., Hájek, M., & Kubová, P. (2017). Evaluation of Subsidies in Recovery of Landscape within the Operational Programme Environment. Statistika: Statistics and Economy Journal, 97(3), 49–62

### Projekty výzkumu a vývoje
- 2023–2024, Horizon Europe (EIT HEI Initiative), Deep Tech Empowerment for Higher Education Institutes (Skills2Scale), spoluřešitelka.
- 2022–2025, Horizon Europe, Empowering the Central and Eastern European Countries and beyond to Develop Bioeconomy Strategies and Action Plans (CEE2ACT), HORIZON-CL6-2021-GOVERNANCE-01, spoluřešitelka.
- 2020–2022, TP01010050/2020_03_19, TAČR GAMA. Vývoj obnovitelných smart materialů a hybridních kompozitních materiálů na bázi WPC granulátů jako základní suroviny pro výrobu kompozitních materiálů z recyklovaných plastů a biomateriálů, Technologická agentura České republiky, Česká zemědělská univerzita v Praze, spoluřešitelka.
- 2018–2021, QK1920391, NAZV. Diverzifikace vlivu biohospodářství na strategické dokumenty lesnicko-dřevařského sektoru jako podklad pro státní správu a návrh strategických cílů do roku 2030, Národní agentura pro zemědělský výzkum (NAZV), Česká zemědělská univerzita v Praze, spoluřešitelka.
- 2017–2019, B08/17, IGA FLD ČZU v Praze. Analýza konsekvencí obchodování s emisemi skleníkových plynů v lesním hospodářství ČR, Česká zemědělská univerzita v Praze, spoluřešitelka.

### Spolupráce s praxí, smluvní výzkum
- 2022, smluvní výzkum – výpočet uhlíkové stopy vybraných dřevařských provozů.
- 2021, spolupráce s Akit s.r.o, Pražský Voucher CZ.07.1.02/0.0/0.0/16_025/0000605 – Vývoj respirátorů FFP2 s důrazem na vlastnosti materiálů a ergonomii.
- 2021, Spolupráce s firmou BPC Group a.s., Pražský Voucher CZ.07.1.02/0.0/0.0/16_025/0000605 – Vývoj kompozitních materiálů s využitím odpadního recyklátu (PET).
- 2021, Spolupráce s firmou EUROASIA Timber, s.r.o., Pražský Voucher CZ.07.1.02/0.0/0.0/16_025/0000605 – Komplexní systém managementu nákupu a přebírky kulatiny dřeva.
- 2021, Spolupráce s firmou Krki One SE, Pražský Voucher CZ.07.1.02/0.0/0.0/16_025/0000605 – Vývoj materiálů na bázi papíru a inertních komponentů.

### Jiné
Je autorkou dalších desítek článků v odborných časopisech, hodnotitelkou projektů Technologické agentury ČR, Národní agentury pro zemědělský výzkum, Agentúry na podporu výskumu a vývoja (SK), OP JAK, členkou redakčních rad časopisů Waste forum, Prameny a studie, Czech Hospitality and Tourism Papers, Mundus symbolicus, Agricultural Economics. Aktuálně je Associate Editor časopisu Central European Business Review a časopisu Agricultural Economics